# Willie Akins
Willie Akins (10. dubna 1939 – 2. října 2015) byl americký jazzový saxofonista. Narodil se ve městě Webster Groves v Missouri, kde také absolvoval střední školu. V roce 1957 odešel do New Yorku, kde pokračovat v hraní hudby. Později odjel do St. Louis, kde v tom pokračoval. Rovněž se věnoval pedagogické činnosti. Zemřel roku 2015 ve věku 76 let.